# Vassilichki
Vassilichki (biélorusse : Васілішкі, russe : Василишки, polonais : Wasiliszki, yiddish : װאַסילישאָק Vasilishok) est une commune urbaine du raïon de Chtchoutchyn. Elle est située dans le voblast de Hrodna en Biélorussie.

## Histoire
Vassilichki est mentionné pour la première fois à la fin du XIVe siècle dans Scriptores rerum Prussicarum de l'Ordre Teutonique. De 1499 à 1766, la ville est une starostie de la voïvodie de Vilnius dans la république des Deux Nations. Les premiers starostes de Vassilichki sont Jan Stetskovich (1499), Jan Radziwiłł (1500-01), Vasil Levovich Glinsky (1501-04), Stanisław Kiszka (1505-06), Jan Szczytowicz (1507-15), Jakub Kuncewicz (1518-23), Jean III Radziwiłł (1523-41). En 1766, Mihailo Oginsky prend possession de la starostie de Vassilchiki.
La première église en bois de Saint-Pierre-l'Apôtre est construite à Vassilichki en 1489 par le roi Casimir IV Jagellon. Elle est détruite en 1655 pendant la guerre russo-polonaise (1654-1667). En 1658, Martin Dominik Limont, juge du conseil provincial de Lida et futur castellan de Vitebsk, établi un monastère dominicain (en bois) et Katarzyna Frantskevitch fait don de 10 000 zlotys pour son ameublement en 1662. En février 1706, pendant la grande guerre du Nord, le roi de Pologne Stanislas Leszczynski séjourne au monastère pendant un certain temps (à cette époque, le roi de Suède Charles XII se trouvait à Żołudek). En 1769-1832, les moines construisent un monastère en pierre. En 1773, 11 moines vivent dans le monastère. En 1769, la construction de l'église moderne en pierre de Saint-Jean-Baptiste commence, et en 1790, elle est consacrée par l'évêque Volozitsky.
En 1795, à la suite du troisième partage de la Pologne, la ville devient partie de l'Empire russe. En 1832, le monastère est liquidé.
Selon le recensement de 1866 à Vassilichki, il y avait 244 ménages avec 1841 habitants (5 orthodoxes, 453 catholiques, 1383 juifs). Il y avait une église orthodoxe, une église catholique, une synagogue, un poste de police, un bureau de poste et une école publique (86 élèves en 1885).
En 1921, le village revient à la Pologne. Selon le recensement de 1921, il y avait environ 275 ménages avec 1874 habitants. Il y avait 9 chrétiens orthodoxes, 641 catholiques, 1223 juifs et 1 non-orthodoxe.
Avant la seconde Guerre mondiale, plus de 80 % des 2 500 habitants de la ville étaient des Juifs. En 1939, le village est conquis par les Soviétiques est devient une partie de la RSS de Biélorussie. Les Allemands occupent le village à la fin du mois de juin 1941.
En décembre 1941, un ghetto est créé et les Juifs des villages voisins de Zaboloc et Sobakintse y sont également emprisonnés. Les juifs sont contraints d'effectuer des travaux forcés. Le 10 mai 1942, les Allemands, aidés par la police lituanienne, font une sélection des juifs sur la place centrale. Entre 1800 et 2200 juifs sont assassinés pendant deux jours dans le cimetière juif lors d'exécutions de masse. Les prisonniers restants, près de 200 personnes, sont transférés dans différents ghettos dont le ghetto de Lida et Chtchoutchyn. Un certain nombre de Juifs survivent en s'échappant de la forêt.